# حركة الربة
تشمل حركة الربة الممارسات أو المعتقدات الروحية (الوثنية الجديدة في الغالب) التي بزغت بالدرجة الأولى في أمريكا الشمالية، وأوروبا الغربية، وأستراليا، ونيوزيلندا في سبعينيات القرن الماضي. نشأت الحركة رد فعل على مفاهيم الديانة المنظمة المسيطرة مثل الهيمنة الذكورية، وتستخدم العبادة الأنثوية ويمكن أن تشمل التركيز على الإناث، أو على فهم واحد أو أكثر للجندر أو الأنوثة.
حركة الربة نزعة واسعة الانتشار ولا مركزية في الوثنية الجديدة، وبالتالي ليس لديها عقائد أو مذهب مركزية. تتفاوت الممارسات إلى حد بعيد، من أسماء الربات المعبودات وعددهن إلى الطقوس والشعائر المخصصة للعبادة. يعبد البعض، مثل أتباع الويكا الدايانية، الربات الإناث بصورة حصرية، في حين لا يفعل آخرون ذلك. تتراوح أنظمة الإيمان من التوحيدية إلى تعددية الآلهة إلى الواحدية، لتضم مجموعة لاهوتية متنوعة تشبه قرينتها في المجتمع الوثني الجديد الأوسع. يعني المذهب التعددي الشائع أن عابد ربة معرفٍ لنفسه يمكنه نظريًا عبادة أي عدد من الربات المختلفات من ثقافات من كل أصقاع العالم. بناء على خصائصها، يُشار إلى حركة الربة أيضًا باعتبارها شكلًا من أشكال التديُن الثقافي المتنوع بصورة متزايدة، ومنتشر جغرافيًا، واختياريّ، وأكثر نشاطًا في المعالجة.

## خلفية
في القرن التاسع عشر، نشر بعض نسويّي الموجة الأولى مثل ماتيلدا جوسلين غيج وإليزابيث كادي ستانتون أفكارهما في وصف الربة الأنثى، في حين درس علماء أنثروبولوجيا مثل يوهان ياكوب باخوفن أفكار ثقافات الربات الأمومية قبل التاريخية. ثمة أيضًا نسويون إلهيون ما بعد تقليديين يزعمون أن الأنظمة اللاهوتية الأنثوية أقدم، ذلك أنها ظهرت في العصر الحجري القديم العلوي أو منذ 30.000 سنة. يُقال إن هذه الأنظمة اللاهوتية قد تعرضت للقمع وقتما حظرت المسيحية جميع الديانات قبل المسيحية عبر سلسلة من المراسيم التي سنها ثيودوسيوس الأول. كسبت هذه الأفكار دفعًا إضافيًا خلال حركة الموجة النسوية الثانية. في ستينيات وسبعينيات القرن العشرين، أشار النسويون الذين صاروا مهتمين بتاريخ الدين كذلك إلى أعمال هيلين دينر (1965)، التي نُشر كتابها الأمهات والأمازونيات: خلاصة إمبراطوريات الأنثى للمرة الأولى باللغة الألمانية في عام 1932، وماري إستر هاردينغ (1935)، أول محللة نفسية يونغية هامة في الولايات المتحدة، وإليزابيث غولد ديفيس (1971)، وميرلن ستون (1976).
منذ السبعينيات، بزغت روحانية الربة باعتبارها حركة ثقافية دولية سهلة التمييز. في عام 1978، قُدمت مقالة كارول بّي. كرايست التي أُعيدت طباعتها على نطاق واسع «لمَ تحتاج النساء إلى الربة»، والتي تُجادل لصالح مفهوم وجود ديانة قديمة لربة عليا، بصفتها العنوان الرئيس أمام جمهور يفوق 500 شخص في مؤتمر «عودة ظهور الربة الكبرى» في جامعة كاليفورنيا، سانتا كروز، وكانت قد نُشرت للمرة الأولى في قضية الربة الكبرى من هرطقات: منشور نسوي عن الفن والسياسة (1978). شاركت كارول بّي. كرايست أيضًا في تحرير مجموعتي مقتطفات الدين الأنثوي الكلاسيكي حياكة الرؤى: أنماط جديدة في الروحانية النسوية (1989) ونهضة وومن سبيريت (1979/1978)، وقد تضمنت الأخير مقالة «لم تحتاج النساء إلى الربة».
من عام 1974 وحتى 1984، نشرت وومن سبيريت، وهي صحيفة جرى تحريرها في أوريغون على يد جين وروث ماونتنغروف، مقالات وشعرًا وطقوسًا كتبتها نساء، في استقصاء الأفكار والمشاعر حول الربة الأنثى. بدأت صحيفة ذاه بيلتين بيبرز النشر في نفس الوقت تقريبًا وحتى منتصف عام 2011. في عام 1983، أسس جايد ريفر وليني ليفي مجمَع الربة المُعدّل، (آر سي جي – آي) الدولي في ماديسون، ويسكونسن. ما زال آر سي جي – آي مستمرًا اليوم في مجموعات تُدعى «الدوائر» في العديد من نواحي الولايات المتحدة، بالإضافة إلى برنامج تربوي وتدريب كاهنات ورسامة. وجدت حركة الربة صوتًا في مختلِف الأفلام والإعلام ذاتي النشر، مثل ثلاثية النساء والروحانية التي أعدتها دونا ريد للمجلس الوطني للأفلام في كندا.

## المصطلحات
تتضمن المصطلحات المُستخدمة أحيانًا ضمن الحركة ما يلي:
- يشير مصطلح الربات إلى آلهة محلية أو محددة ترتبط ارتباطًا واضحًا بثقافة معينة وغالبًا بجوانب أو سمات أو قوى خاصة (مثلًا: الربة الميزوبوتامية إنانا/ عشتار، وأثينا، أو ربات هندوسيات مثل ساراسفاتي، ربة التعلُم والشعر والموسيقى والإلهام والحكمة، ولاكشمي ربة الثراء والسيادة.
- الربة أو الربة الكبرى هي إلهة أنثى تُعتبر رئيسة. وُجدت أنظمة دينية مثل هذه تاريخيًا في العديد من الحضارات، وإن لم تكُن تحت الأسماء نفسها وليس بالضرورة بالميزات نفسها. إذا وُجد إله ذكر، فغالبًا ما نُظر إليه على أنه نظير لها، أو ربما اعتُبرت قواه مستمدة منها. لا تُفهم هذه الشروط عادة على أنها تشير إلى ربة واحدة تطابق عبر الثقافات بل بالأحرى إلى مفهوم مشترك في العديد من الحضارات القديمة، والتي يريد أولئك المنتمون إلى حركة الربة استعادتها. عندما يُحكى عن الربة على أنها حارس شخصي، كما في جملة «ربتي»، فهذا يعني «وجهة نظري في روحانية الربة».[12]
- يُستخدم مصطلح روحانية الربة أحيانًا مرادفًا لحركة الربة وأحيانًا باعتباره الممارسة الروحية التي هي جزء من حركة الربة. يمكن أن تشير أيضًا إلى أخلاقيات حركة الربة، ولا سيما حينما تُستخدم لتأسيس المسيحية على أنها النقيض القطري للإلهة. هنا، يصير المصطلح مفهومًا مُميِزًا يفصل الحركة عن المسيحية تاركًا مساحةً صغيرة للتداخُل.[13]
- تعبُد الربة هو مساهمةٌ جديدة في معجم الربة، من المُحتمل أنه مستمد من الصحيفة البريطانية حاملة الاسم نفسه، عقب اقتراح ماري دالي بأن الإله دينامي للغاية ومتحرك للغاية ويتغيُر باستمرار، لذا لا يجب أن يكون اسمًا، بل الأفضل أن يُذكر بصفته فعلًا (دالي 1973). قد يعني تعبُد الربة أيضًا ثقافة الربة، أو أسلوب حياة الربة، أو طبيعة الربة، أو «تعبُدي» كما يكون وفق تفسيري الفردي للربة وتجربتي معها.
- يشير مصطلح الكاهنة إلى النسوة اللاتي كرسن أنفسهن لربة واحدة أو أكثر. قد يشمل وقد لا يشمل قيادة مجموعة، وقد يشمل وقد لا يشمل رسامة قانونية. المصطلح المرادف للرجال هو «كاهن». مع ذلك، لا تدعو كل من تكرس نفسها للربة أو لربات نفسها كاهنة (أو كاهنًا).
- لاهوت الربة مصطلح عادة ما يُعزى استخدامه الأول في سياق التحليل النسوي للدين ومناقشة الربة إلى نعومي غولدنبيرغ، التي استخدمت المصطلح في كتابها تغيُر الربة. يستبدل المصطلح البادئة النسوية اليونانية «thea-» بما يُفترض أنه استخدام عمومي للبادئة الذكورية اليونانية «theo-». يشير إلى عملية تحديد معنى الربة بما يناقض لاهوت الرب، ما ينعكس على معنى الإله. يتكرر استخدامه في معنى تحليل فكر الربة والتصوُف، ويُمكن أن يُستخدم أيضًا على نحو أكثر تحررًا ليعني أي نوع من المقدسات، لا مقدسات الربة فحسب، مثل التأمل والأخلاق والذرائعيات الطقسية.[14]

عادة ما يتفاوت تكبير الأحرف الأولى في مصطلحات مثل «الربة» و«الربات» بتفاوت الأُدباء أو أدلة الأنماط أو الإصدارات أو الناشرين. ضمن مجتمع الربة، يعتبر الأفراد عمومًا أنه من الملائم تكبير الحرف الأول من كلمة «ربة»، لكن ليس بالضرورة عند الإشارات العمومية، كما في كلمة «ربات».